# Joe Clough

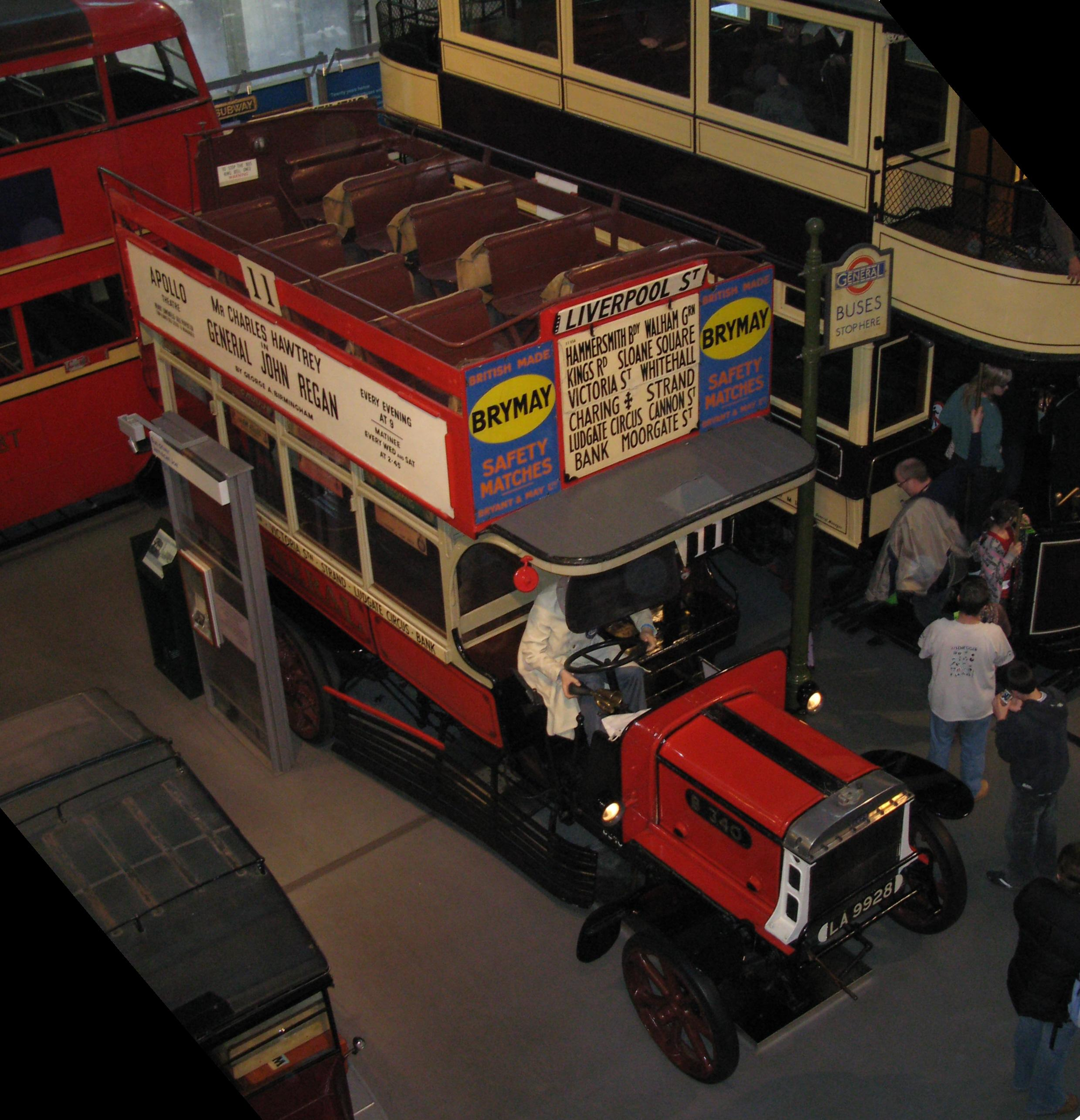
Ein Bus vom Typ B

Joe Clough (* 10. November 1885 in Jamaika; † 27. Dezember 1976) war Londons erster schwarzer Busfahrer.

## Leben
Joe Clough verlor früh seine Eltern. Der schottische Arzt R. C. White gab dem Jungen einen Lebensunterhalt als Betreuer seiner Polo-Ponys und nahm ihn 1906 nach London mit. Dort diente ihm Clough zunächst als Kutscher und später, nachdem ein Kraftwagen angeschafft worden war, als Chauffeur. Nach einer Zwischenstation bei der Rollschuhlaufbahn in Hackney 1910 bewarb Joe Clough sich bei der London General Omnibus Company, erhielt eine Ausbildung zum Busfahrer und wurde Londons erster dunkelhäutiger Busfahrer. Im Bedarfsfall fuhr er auch auf anderen Strecken, aber seine Stammstrecke mit seinem Bus vom Typ B wurde die Linie 11, die den Bahnhof Liverpool Street mit Wormwood Scrubs verband. Gelegentlich war er mit rassistischen Anfeindungen konfrontiert; einen Jungen, der ihm den Schimpfnamen „Blackie“ nachzurufen pflegte, belehrte er einmal mit einer Ohrfeige.
1911 heiratete Joe Clough Margaret Millicent, mit der er kurz vor Beginn des Ersten Weltkriegs nach Bedford zog. Er fuhr nun vor allem zwischen Bedford und St Neots. Im Ersten Weltkrieg diente er ab 1915 als Ambulanzfahrer an der Westfront, unter anderem auch bei Ypern. Nach der Demobilisation wurde er Fahrer bei der National Omnibus Company. 1949 kaufte er sich ein Taxi, nachdem er kurzfristig als Lastwagenfahrer gearbeitet hatte, und machte sich selbstständig. Erst 1968 ging er in den Ruhestand.
1970 kam John Browns Buch The Un-melting Pot heraus. Ein Kapitel darin war dem Ehepaar Clough gewidmet, das damit lokale Bekanntheit erlangte. In zahlreichen Zeitungs- und Zeitschriftenartikeln über die Stadt wurden die Cloughs erwähnt, und Joe Clough hatte Interviews bei der BBC und in den Programmen von Thames Television zu absolvieren.
Clough verstarb am 27. Dezember 1976 im Bedford Hospital.
Am 11. Oktober 2004 fand in der Bedford Central Library in Kooperation mit dem London Transport Museum eine Kulturveranstaltung statt, in deren Rahmen Abraham Gibson ein Gedicht vortrug, zu dem ihn Cloughs Leben inspiriert hatte. 2021 produzierten die Townsend Theatre Productions das Theaterstück Farewell Leicester Square von Neil Gore über Clough, das wiederum auf einem Gibson-Gedicht beruhte. Die Cloughs waren in Bedford beliebt und respektiert. Eine Plakette an der westlichen Mauer des Friedhofs in der Foster Hill Road erinnert an Joe Clough und dessen Ehefrau, aus deren Ehe zwei Töchter hervorgegangen waren. Joe Clough ist ein Blog des Londoner Verkehrsmuseums gewidmet.